# David Pasqualucci
David Pasqualucci (27 de junho de 1996) é um arqueiro profissional italiano.

## Carreira

### Rio 2016
David Pasqualucci fez parte da equipe italiana nas Olimpíadas de 2016 que ficou nas quartas-de-finais no Tiro com arco nos Jogos Olímpicos de Verão de 2016 - Equipes masculinas, ao lado dos veteranos Marco Galiazzo e Mauro Nespoli.
Em simples perdeu na segunda rodada para o espanhol Antônio Fernandez, após ser terceiro no qualificatório.